# Seč, Kočevje
Seč este o localitate din comuna Kočevje, Slovenia.